# Google Programmable Search Engine
Google Programmable Search Engine (abans coneguda com a Google Custom Search o Google Co-op) és una plataforma subministrada per Google que permet als desenvolupadors web incloure informació especialitzada en cerques web, perfeccionar i categoritzar consultes i crear motors de cerca personalitzats, basats en Google Search. El servei permet als usuaris restringir els 5.47 billons de pàgines web indexades a un grup establert de pàgines, rellevants per a les necessitats del creador. Google va llançar el servei el 23 d'octubre del 2006. La plataforma de Google Custom Search està formada per dos serveis: Custom Search Engine, i Topics, i un tercer, Subscribed Links va ser cancel·lat en 2011.

## Custom Search Engine

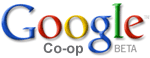
Logotip de Google Co-op

Llançat el 23 d'octubre de 2006, Google Custom Search permet que qualsevol pugui crear el seu propi motor de cerca. Es poden crear motors de cerca per cercar informació sobre temes concrets escollits pel creador. El motor de cerca personalitzada de Google permet als creadors seleccionar quins llocs web s'utilitzaran per cercar informació que ajudi a eliminar qualsevol lloc web o informació no desitjada. Els creadors també poden connectar el seu motor de cerca personalitzada a qualsevol bloc o pàgina web. Els resultats de Google AdSense també es poden desencadenar a partir de determinades consultes de cerca, cosa que generaria ingressos per al propietari del lloc. Fins al 15 de setembre de 2015 comprenia un servei d'enllaços subscrits, que permentien abandonar-se manualment a certs enllaços.

## Temes
Els temes són àrees de cerca específiques, que poden ser desenvolupades per persones amb coneixement d'una determinada matèria. Aquests temes es mostren a la part superior de les cerques web rellevants de Google, de manera que l'usuari pugui perfeccionar les cerques com desitgi.